# Urchfont
Urchfont è un villaggio e una parrocchia civile della contea del Wiltshire che si trova a circa sei miglia a sud di Devizes, ai margini di Salisbury Plain, Sud Ovest dell'Inghilterra, Regno Unito.

## Geografia

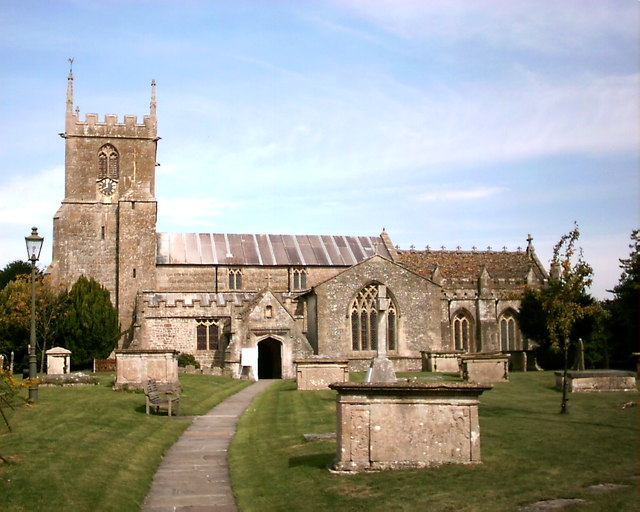
Chiesa di San Michele e di Tutti gli Angeli

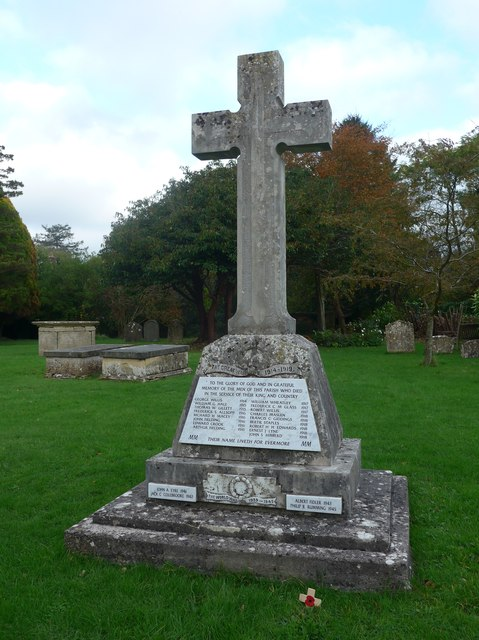
Monumento ai caduti durante le guerre mondiali, posto accanto alla chiesa

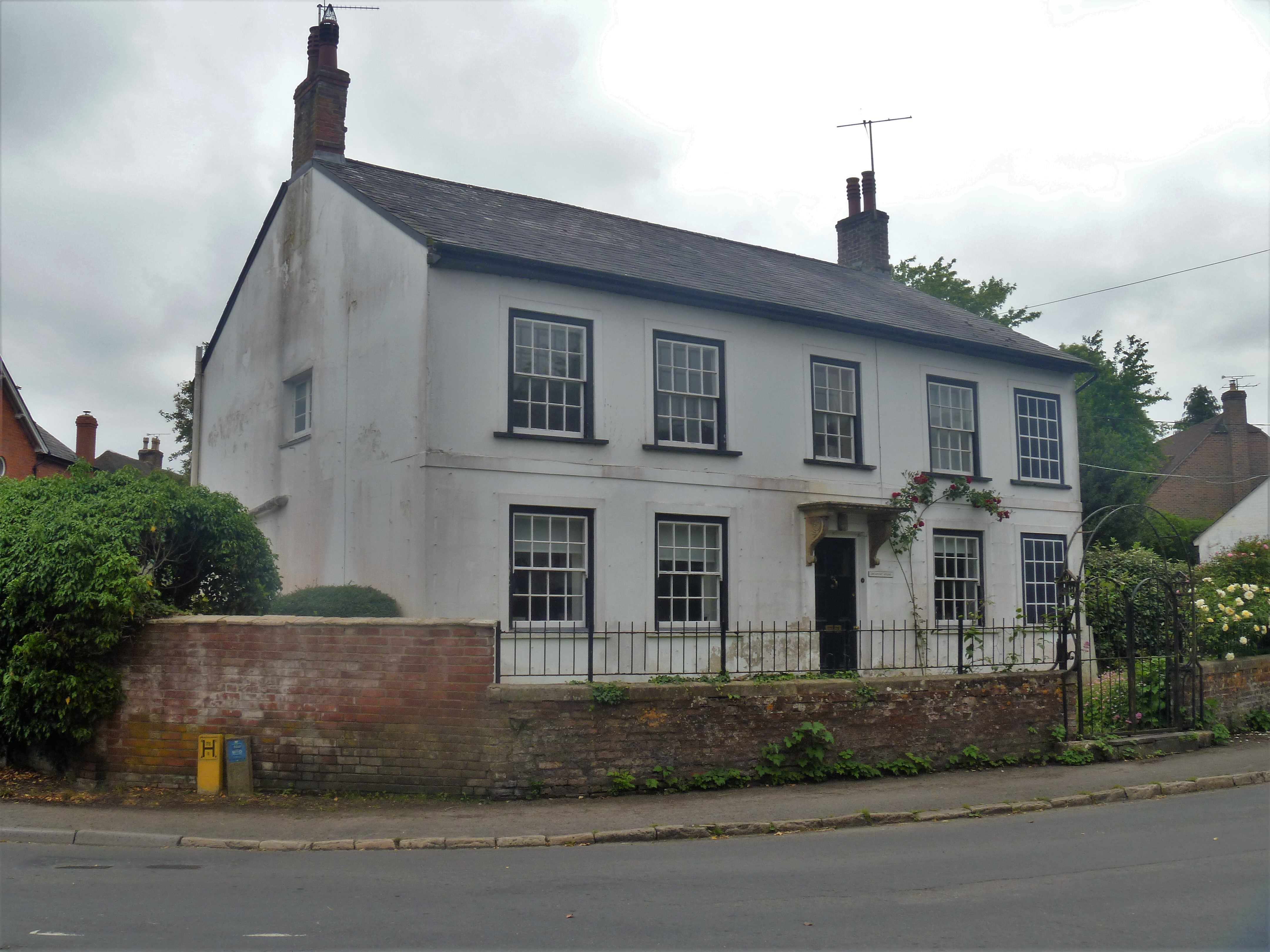
Urchfont House

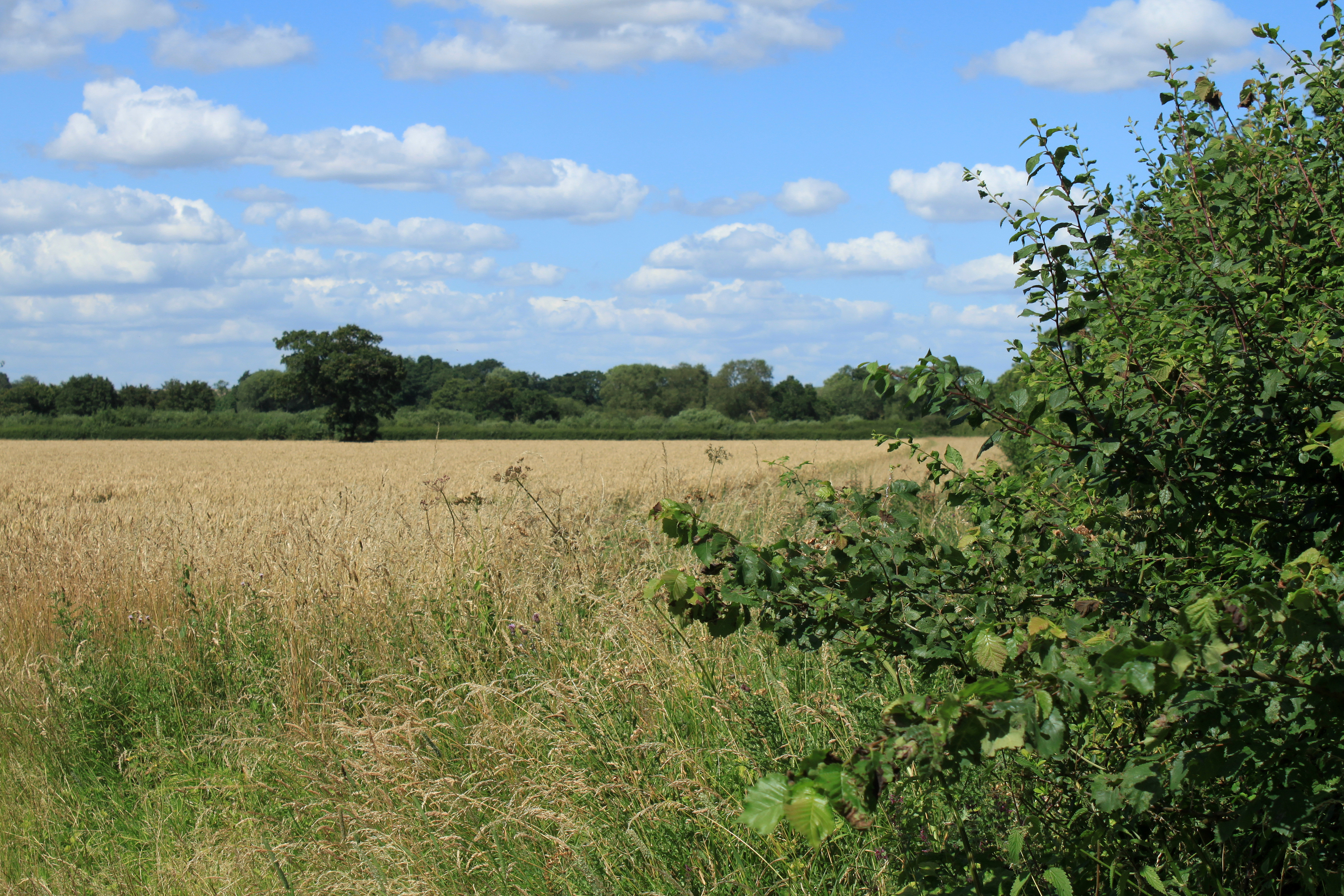
Tipico territorio agricolo

La parrocchia comprende i villaggi di Urchfont (capoluogo), Wedhampton e Lydeway. Si trova a circa sei miglia a sud di Devizes nel Wiltshire all'estremità sud-occidentale della valle di Pewsey. Il nord della parrocchia si trova sul rilievo del Gault Clay a circa 300–400 piedi che in passato era molto boscoso poi disboscato e recintato nel XVII secolo divenendo un terreno adatto ad agricoltura e allevamento. A sud si trova una fascia larga circa un miglio di Upper Greensand a oltre 400 piedi di altitudine. Gran parte del territorio è caratterizzato dall'argilla, in particolare a Eastcott, Peppercombe e Urchfont bottom. Questo ha portato alla formazione di profonde valli curve racchiuse su entrambi i lati da pendenze densamente boscose. La sabbia verde scendendo cede il passo a sud a una distesa dolcemente ascendente di Lower Chalk sfruttata da grandi campi arabili. La scarpata settentrionale di Salisbury Plain raggiunge oltre 600 piedi su Urchfont Hill. Due affioramenti si innalzano oltre 700 piedi, mentre una cresta curva verso sud su Great Fore Down, Little Hill e Urchfont Down. A ovest della cresta la pianura scende oltre Middle e Lower Chalk fino a meno di 500 piedi, e a est degrada dolcemente verso Clay-with-flints, che si trova a oltre 600 piedi. L'ampia distesa senza alberi di pianura a sud della parrocchia era un tempo un pascolo per pecore. Il corso del Lydeway segna lo spartiacque tra il fiume Bristol e il Christchurch Avon. Una sorgente del Bristol Avon forma parte del confine nord-occidentale della parrocchia, mentre una sorgente del Christchurch Avon segna parte del confine nord-orientale. Numerosi corsi d'acqua nascono sull'Upper Greensand su entrambi i lati dello spartiacque: uno scorre verso nord-ovest attraverso Peppercombe, dove il terreno è paludoso e ricoperto di vegetazione, e si unisce al corso d'acqua del confine nord-occidentale a est di Crookwood Mill Farm. Una piccola sorgente del Bristol Avon nasce a nord-est di Wedhampton. La sorgente da cui Urchfont prende il nome nasce a nord-ovest di Rookery Farm.

## Storia
Lungo la Ridge Way, che corre lungo la cresta della scarpata settentrionale della pianura di Salisbury, e nelle sue vicinanze, sono state trovate molte tracce di occupazione preistorica, tra cui un'ascia con incavo semplice della tarda età del bronzo, una spilla di ferro e una ciotola rivestita di ematite della prima età del ferro. Due tumuli a forma di ciotola si trovano su entrambi i lati della Ridge Way a Urchfont Hill. Ci sono altri due tumuli più piccoli su Great Fore Down e un sistema di campi su Penning Down. Il Domesday Book del 1086 registra che il territorio era detenuto dall'abbazia di Santa Maria a Winchester e le terre di Urchfont vennero donate all'Abbazia in quel periodo come una fonte di entrate. Il nome Urchfont, la cui ortografia è cambiata molte volte nel corso dei secoli, sembra derivare l'elemento font dal latino fons, suggerisce la possibilità di un insediamento romano-britannico. Allo scioglimento dei monasteri, nel 1536, le terre dell'abbazia passarono in proprietà a Edward Seymour, in seguito duca di Somerset poi ai conti di Ailesbury. Nel 1720 fu venduto a Lord Carleton e poi ereditato da suo nipote, il duca di Queensberry di Amesbury House. Il percorso di strade e sentieri è cambiato poco dal XVIII secolo. La parte settentrionale della parrocchia era allora servita da una rete di strade che rimangono come sentieri o percorsi minori. La più importante correva verso sud-est da Crookwood Farm attraverso la profonda tana nel bosco di Folly fino a Wickham Green, da dove svoltava bruscamente verso est e correva immediatamente a sud di Urchfont Manor, dove il suo percorso era chiaramente visibile nel 1969, e nel villaggio al Green. Il cambiamento più importante fu la chiusura, a seguito di manovre militari, dell'ex strada principale Devizes-Salisbury, che correva attraverso Redhorn Hill su Salisbury Plain. Da allora in poi la strada principale per Salisbury seguiva la strada che passa per West Lavington, Tilshead e Shrewton. Parte dell'ex strada principale, nota fin dal XVI secolo come Lydeway, segue il corso del bacino idrografico tra le sorgenti dei fiumi Bristol e Christchurch Avons. Il dipartimento della guerra acquistò circa 1.000 acri di terreni a sud di Ridge Way a partire dal 1897 e nel 1969 il terreno faceva parte di uno dei poligoni di tiro della zona di Salisbury Plain. Nel 1900 la G.W.R. costruì una linea che si diramava dalla linea Hungerford-Devizes a Patney, che attraversava la parrocchia nel suo percorso verso Westbury. La linea era ancora in uso nel 1969 come parte della rotta principale verso l'ovest dell'Inghilterra. Dopo la seconda guerra mondiale il villaggio divenne una specie di quartiere dormitorio per Devizes ma successivamente ebbe luogo un certo sviluppo. Gli impianti di smaltimento delle acque reflue furono aperti a Peppercombe nel 1959. Il primo complesso residenziale privato, noto come Manor Close, fu costruito dietro le case popolari all'angolo sud-occidentale del Green. Nonostante la considerevole espansione di Urchfont negli anni sessanta il villaggio non ha molti attività economiche.

## Monumenti e luoghi d'interesse
Nel territorio di Urchfont sono presenti vari luoghi d'interesse:
- Chiesa di San Michele e di Tutti gli Angeli. La chiesa è stata probabilmente costruita sul sito di una chiesa molto più antica. La sua dedica a San Michele e a Tutti gli Angeli suggerisce che sul sito vi fosse un edificio pagano di tempi molto più antichi. La chiesa parrocchiale anglicana che ci è pervenuta risale al XIII secolo, è stata restaurata nel 1864 e nel 1900. Edificata in calcare e pietrisco di sabbia verde con rivestimenti in pietra squadrata. Il tetto è in piombo e tegole in pietra. La torre occidentale è di fine XV secolo. Appartiene alla diocesi di Salisbury e dal 19 marzo 1962 è un monumento classificato di primo grado per il suo particolare interesse storico e architettonico. La church farm, che si trova a ovest della chiesa, risale probabilmente al XVI secolo. L'edificio originale a corte singola aveva una sala a due campate incorniciata da capriate a crociera e due stanze più piccole a ciascuna estremità, di cui quella orientale incorporava un ingresso di passaggio. Il camino della sala, che è contro il passaggio, e il soffitto potrebbero essere inserimenti successivi.[6][7][8]
- Urchfont House.  è un monumento classificato di secondo grado per il suo particolare interesse storico e architettonico.[9]
- Townsend Cottage, che si trova sul lato sud della strada principale, è una casa a graticcio del XVII secolo, mentre direttamente a nord un gruppo di piccoli cottage, esternamente risalenti al XIX secolo, conserva una precedente costruzione sul lato ovest.[2]
- Rookery Farm, che si trova a est di Townsend, è una casa del XVI secolo in parte con struttura in legno e in parte con muri in pietra. Il piano terra contiene un passaggio d'ingresso e tre stanze, quella centrale delle quali ha travi elaborate. La casa fu ampiamente modificata nel XVIII secolo e di nuovo intorno al 1960.[2]
- Friar's Cottage, che si trova all'incrocio del vicolo con High Street, è una casa a graticcio del XVII secolo con un piano e soffitte sopra un seminterrato con pareti di macerie. La data 1633 nell'intonaco di una parete della camera da letto potrebbe essere quella della costruzione della casa. Sembra che originariamente fosse composta da due stanze, una delle quali ha un camino in un muro a capanna costruito con macerie.[2]